# Onze-Lieve-Vrouw-Hemelvaartkerk (Neundorf)

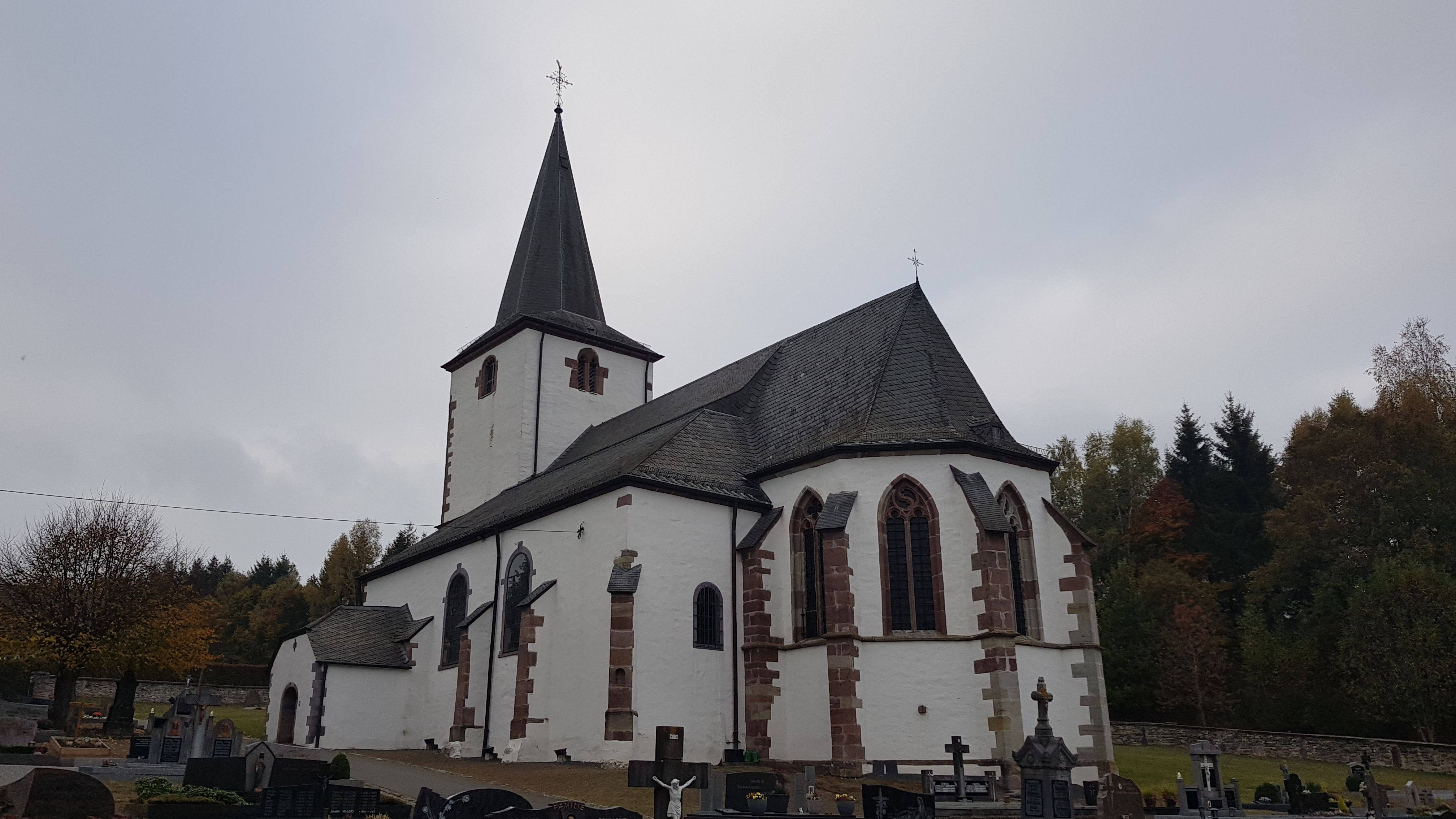
Onze-Lieve-Vrouw-Hemelvaartkerk

De Onze-Lieve-Vrouw-Hemelvaartkerk of Moeder Godskerk (Duits: Kirche Mariä Himmelfahrt of Mutter Gottes Kirche) is de parochiekerk van de tot de gemeente Sankt Vith behorende plaats Neundorf in de Belgische provincie Luik.

## Geschiedenis
De kerk werd voor het eerst vermeld in een document uit 1130 van de Abdij van Stavelot. Het was een belangrijke parochiekerk en de moederkerk van de Sint-Vitusparochie te Sankt Vith. Tot halverwege de 19e eeuw zou er nog een steen met het jaartal 1130 aanwezig zijn.
Vanaf de elfde tot de negentiende eeuw werden er wijzigingen aan het gebouw aangebracht. Het gebouw is in breuksteen opgetrokken en deze breuksteen werd gepleisterd. De sierelementen zijn in rode zandsteen. De voor de kerk gebouwde westtoren is van de 14e of 15e eeuw terwijl de benedenste geleding stamt uit de 11e of 12e eeuw waarin  zich schietgaten bevinden. De spits is van 1834. Het zuidelijke ingangsportaal is van 1764 en werd ontworpen door Andreas Starck.
Het koor, met de driezijdige koorafsluiting, en de sacristie zijn van 1347. Het schip werd einde 15e eeuw herbouwd.

## Interieur
In een nis vindt men een achttiende-eeuws reliëf van Maria met Kind. In de kerk worden diverse huismerken aangetroffen. De sluitstenen van de kruisribgewelven tonen religieuze voorstellingen. In 1979 werd de kerk gerestaureerd waarbij ook glas-in-loodramen werden aangebracht.
Het doopvont en het hoofdaltaar zijn van belang.